# Марченко, Тимур Игоревич
Тимур Игоревич Марченко (род. 1 ноября 2006, Барнаул) — российский хоккеист, нападающий.

## Биография
Уроженец Барнаула, до 2014 года занимался в команде «Тюменский легион», затем — в ханты-мансийской «Югре». В 2018 году перешёл в «Динамо» Санкт-Петербург, в конце 2021 года вернулся в «Югру». С сезона 2022/23 — игрок команды МХЛ «Мамонты Югры». Перед сезоном 2024/25 перешёл в систему подмосковного «Витязя», стал играть за команду «Русские витязи» в МХЛ. 6 марта 2025 года в гостевом матче против «Северстали» (0:3) дебютировал за «Витязь» в КХЛ.